# 爱德华多·蒙德拉纳
爱德华多·奇万博·蒙德拉纳（葡萄牙語：Eduardo Chivambo Mondlane；1920年6月20日—1969年2月3日），莫桑比克独立运动领袖，莫桑比克解放阵线首任主席。1969年遇刺身亡。

## 生平
蒙德拉纳出生在莫桑比克南部加扎省曼雅卡泽地区，为聪加人。幼年牧羊，12岁进入当地的长老宗教会小学就读，借由奖学金赴南非完成中学教育，随后赴约翰内斯堡的金山大学学习社会科学。1948年，种族隔离政权开始上台执政，他在翌年被驱逐出境而终止于南非的学业。1950年6月，蒙德拉纳赴里斯本大学就读，并在次年获奖学金资助赴美国欧柏林学院就读，1953年获得人类学和社会学学位。随后他在西北大学取得硕士学位，又在哈佛大学取得人类学博士学位。在此期间他和来自芝加哥的美国白人女子珍妮特·蕾·约翰逊成婚。
1957年，蒙德拉纳进入联合国托管部门，任研究员。借由职务，蒙德拉纳得以重返非洲。同年，他决定投身政治运动，从而决定自联合国部门辞职。他成为了纽约雪城大学的人类学助理教授，帮助发展东非研究计划。1963年，他辞职前往坦桑尼亚，正式投身政治运动。蒙德拉纳在坦桑尼亚加入莫桑比克独立运动组织，成为领袖。
1962年，莫桑比克解放阵线正式成立，蒙德拉纳当选为首任主席。1963年，蒙德拉纳在坦桑尼亚的达累斯萨拉姆建立总指挥部。蒙德拉纳的独立事业得到了苏联和数个西方国家的资助，也得到许多非洲独立国家的支持。他在1964年于莫桑比克北部发动游击战，反抗葡萄牙的殖民统治。不过，蒙德拉纳的主张并非只有独立，他还希望在莫桑比克建立起社会主义政权，马塞利诺·多斯桑托斯、萨莫拉·马谢尔、若阿金·希萨诺等独立运动领袖是其坚定的支持者。反对社会主义路线的领袖，如拉扎罗·恩卡万达梅（Lazaro Nkavandame）、乌里亚·西曼戈，则希望以黑人精英政治立国。1968年7月，莫桑比克解放阵线第二次代表大会决定实行社会主义路线，蒙德拉纳连任主席，决定发动人民战争，而非简单的政变。
1969年，蒙德拉纳被人以信封炸弹杀害，凶手至今不明。最初的调查将矛头指向了两个莫桑比克解放阵线的军官。其中一个后来被处决，而另一个则在同年4月率队向葡军投降。尽管人们对这次刺杀行动的细节仍然争论不休，但大多数历史学家与传记作家都认为葡萄牙政府在其中扮演了重要的角色。1990年，葡萄牙秘密警察也承认对蒙德拉纳的死负责。当时，由于无法判定凶手是谁，蒙德拉纳的死不仅使莫桑比克解放阵线的高级将领之间起了极大的疑心，还造成了一场权力斗争，最终使莫桑比克解放阵线变成了一个左翼组织。

## 后世影响
蒙德拉纳逝世后，其在欧柏林学院的同学和牧师友人为他举办了葬礼。
到20世纪70年代初，以蒙德拉纳路线而发展壮大的解放阵线军队控制了中部和北部的乡村地区。1974年，葡萄牙爆发康乃馨革命，新政权不再主张维持殖民统治，决定向莫桑比克解放阵线妥协。1975年6月25日，葡萄牙政府正式将莫桑比克政权移交予莫桑比克解放阵线。
1975年，为纪念蒙德拉纳的开创性成就，位于首府马普托的莫桑比克最高学府更名为爱德华多·蒙德拉纳大学。

## 著作
- Eduardo Mondlane, The Struggle for Mozambique（《为莫桑比克而斗争》）. 1969, Harmondsworth: Penguin Books.
- Helen Kitchen, "Conversations with Eduardo Mondlane", in Africa Report, No. 12 (November 1967), p. 51.
- George Roberts. “The Assassination of Eduardo Mondlane: FRELIMO, Tanzania, and the Politics of Exile in Dar es Salaam.” Cold War History 17:1 (February 2017): 1-19. DOI: http://dx.doi.org/10.1080/14682745.2016.1246542.